# Ulrike Janßen (Fußballspielerin)
Ulrike Janßen (* 21. Februar 1976) ist eine ehemalige deutsche Fußballspielerin.

## Karriere
Mit 5 Jahren begann Ulrike Janßen mit dem Fußball spielen bei der DJK Rheinfranken Düsseldorf. Bis zur D-Jugend spielte sie in den Jungenmannschaften der DJK und ging dann in den Mädchen- und Frauenfußballbereich über. 1992 wechselte sie mit 16 Jahren in die Bundesligamannschaft des KBC Duisburg. Zur Saison 1994/95 wurde Janßen als Neuzugang des FC Rumeln-Kaldenhausen begrüßt. Als Zweiter der Gruppe Nord, und damit für die Endrunde um die Deutsche Meisterschaft qualifiziert, scheiterte sie mit ihrer Mannschaft im Halbfinale am FSV Frankfurt mit 3:7 nach Hin- und Rückspiel. Im Wettbewerb um den Vereinspokal schied ihre Mannschaft vorzeitig aus; im Viertelfinale unterlag man bei Grün-Weiß Brauweiler mit 1:4. Am Saisonende verließ sie den Verein.
Seit der Saison 1995/96 gehörte sie Grün-Weiß Brauweiler als Abwehrspielerin an, für den sie im Alter von 21 Jahren das Spiel um den 1992 eingeführten Supercup, in dem sich amtierender Meister und amtierender Pokalsieger (ggf. der unterlegene Pokalfinalist) gegenüberstanden, bestritt. In der am 31. August 1997 ausgetragenen Begegnung beim FC Eintracht Rheine, die mit 1:0 gewonnen wurde, kam sie in der 58. Minute für Ursula Gertheinrich zum Einsatz. In der Saison 1999/2000 bestritt sie neun Punktspiele in der Bundesliga; ihr erstes bestritt sie am 29. August 1999 (1. Spieltag) beim 3:1-Sieg im Auswärtsspiel gegen den Neuling FFC Flaesheim-Hillen. Vom 1. Juli 2000 an bis Saisonende 2003/04 folgten weitere 38 Punktspiele für den nunmehr aus dem Vorgängerverein eigenständig hervorgegangenen FFC Brauweiler Pulheim. Ihr einziges Tor erzielte sie am 12. November 2000 (4. Spieltag) beim 1:1 im Heimspiel gegen den WSV Wendschott mit dem Treffer zum 1:0 in der 16. Minute.
In der Saison 2004/05 spielte sie für den SC 07 Bad Neuenahr. Mit ihrem neuen Verein gelangte sie bis ins Viertelfinale des Pokal-Wettbewerbs, in dem ihre Mannschaft am 12. Dezember 2004 mit 0:5 beim späteren Pokalsieger 1. FFC Turbine Potsdam ausschied.

## Erfolge
- Deutsche Meisterin 1997
- DFB-Pokal-Siegerin 1997
- DFB-Super-Cup-Siegerin 1997